# Melaniparus leuconotus
El carbonero dorsiblanco (Melaniparus leuconotus) es una especie de ave paseriforme de la familia Paridae endémica de las montañas de África oriental. Anteriormente se clasificaba en el género Parus, pero fue trasladado al género Melaniparus, como otras especies, cuando un análisis genético publicado en 2013 demostró que todas ellas formaban un nuevo clado.

## Distribución y hábitat
Se encuentra únicamente en las montañas de Etiopía y Eritrea. Su hábitat natural son los bosques de montaña tropicales.